# Antoine Christophe Cochois
 (avril 2019).
Si vous disposez d'ouvrages ou d'articles de référence ou si vous connaissez des sites web de qualité traitant du thème abordé ici, merci de compléter l'article en donnant les références utiles à sa vérifiabilité et en les liant à la section « Notes et références ».
Antoine Christophe Cochois, né le 19 décembre 1755 à Creutzwald (duché de Lorraine), mort le 5 janvier 1830 à Nancy (Meurthe), est un général français du Premier Empire.
Il est fait Chevalier de l'Ordre royal et militaire de Saint-Louis à la Restauration.

## Biographie
Fils de Joseph Cochois, inspecteur des fermes du roi, il entre d'abord dans le corps de la gendarmerie rouge à Lunéville, d'où il sort le 15 mai 1772 pour s'engager ensuite comme simple canonnier dans le régiment de Strasbourg-Artillerie.
Incorporé, le 18 février 1774 dans le corps royal des carabiniers, il y devient maréchal-des-logis le 23 octobre 1782, et adjudant sous-officier le 23 avril 1783. Le 26 décembre 1788, il est appelé à l'honneur de porter l'étendard du corps d'élite auquel il appartient. Il est nommé sous-lieutenant et lieutenant les 1er avril et 15 septembre 1791. Il se fait remarquer au début de la campagne de la Moselle, et reçoit le 1er juin 1792, les épaulettes de capitaine.
Dans le mois d'octobre 1793, étant à la tête de son escadron aux environs de Neukirchen, sur la Sarre, il court au secours du 3e régiment de hussards, vigoureusement chargé par un corps de cavalerie considérable, attaque l'ennemi avec impétuosité et le force à rebrousser chemin.
Il se distingue de nouveau le 30 novembre suivant, à l'attaque infructueuse de l'armée prussienne, retranchée à Kaiserslautern, est blessé d'un coup de mitraille en poursuivant trop chaudement le reste de la cavalerie ennemie, échappée au carnage qu'en a fait le 1er régiment de carabiniers. C'est vers cette époque que le capitaine Cochois refuse le titre de colonel, qui lui est offert par le 6e régiment de dragons. Le 1er de carabiniers qui a pris une part glorieuse aux affaires de 1793, passe à l'armée du Nord, où il fait avec une grande valeur, les guerres des ans II et III. Le 5 floréal an II, ce corps est vers Avesnes-le-Sec sous Bouchain, au moment de la déroute des troupes françaises, et se voit pris en flanc par une colonne de 12 à 1 400 chevaux.
Après ce combat, qui fait donner aux carabiniers le surnom de Bouchers de l'armée, Cochois se rend à l'état-major général pour solliciter qu'il ne soit pas fait mention de lui dans le rapport sur cette affaire, afin, disait-il, de ne pas ajouter aux regrets de son colonel, le marquis de Jaucourt. Deux jours après, la division Chapuis, forte de 30 000 hommes, tente mais en vain, une attaque sérieuse sur Le Cateau-Cambrésis. Démonté à l'affaire de Sainghien le 21 du même mois (floréal), il reste au milieu de l'ennemi, dans le village de Baisieux, entre Lille et Tournai. Il parvient cependant à gagner une maison dont l'habitant prend soin de le cacher et de le faire évader.
Après la prise de Boxtel le 28 fructidor an II, la brigade de carabiniers, fait une reconnaissance sur l'armée britannique, que l'on suppose en position, se trouve tout à coup en face d'une très-forte avant-garde, qui vient elle-même reconnaître les troupes françaises.
Nommé chef d'escadron le 10 messidor an III, il fait les campagnes de l'an IV à l'an VII aux armées de Rhin-et-Moselle, d'Allemagne, de la Angleterre, du Danube et du Rhin, et reçoit le 12 vendémiaire an VIII, le brevet de colonel. Le 30 prairial suivant, il exécute à la tête de son régiment, le passage du Danube, franchi par le 1er carabiniers à pied et homme par homme, sur le pont de Blindheim.
Le colonel Cochois reçoit les éloges les plus flatteurs des généraux Lecourbe et Laval, témoins de cette action. Il est fait membre de la Légion d'honneur le 19 frimaire an XII, et officier du même ordre le 23 prairial suivant. La campagne de l'an XIV termine glorieusement sa carrière militaire. Il se distingue dans la course de Nuremberg, à la poursuite de la cavalerie du prince Ferdinand
Il est promu général de brigade le 3 nivôse an XIV (24 décembre 1805), mais ne pouvant continuer un service actif, il est destiné à un commandement dans l'intérieur, et il reste en attendant, à la tête de son régiment. Le général Cochois ne quitte le corps qu'au mois de juillet 1806, pour aller prendre le commandement de la place de Lyon, dont il est pourvu par décret du 13 juin.
Il est admis à la retraite le 24 décembre 1814, et habite Lyon en 1815, lorsque Napoléon Ier fait son entrée dans cette ville. Il se retire en Lorraine et fait choix de Nancy pour y fixer sa résidence.
À la Restauration, il est fait Chevalier de l'Ordre royal et militaire de Saint-Louis.
Antoine Christophe Cochois décéda le 5 janvier 1830, à Nancy sans descendance connue.